# THE SATAN ALL STARS
「THE SATAN ALL STARS」（ザ・サタン・オール・スターズ）は、魔暦紀元前4年（西暦1995年）8月に、聖飢魔IIの地球デビュー10周年を記念して大阪･大阪城野外音楽堂、愛知･名古屋市民会館、東京･日比谷野外音楽堂の、計3か所にて行われた黒ミサ。
当時の構成員5悪魔（デーモン小暮閣下、エース清水長官、ルーク篁参謀、ゼノン石川和尚、ライデン湯沢殿下）の他に、地球デビュー後に脱退したジェイル大橋代官とゾッド星島親分、さらに地球デビュー前の構成員であるダミアン浜田殿下とジード飯島大将を加えた9悪魔と準構成員（サポートメンバー）である怪人マツザキ様の合計10名で行われた。
黒ミサの名前のみならず、バンド名として扱われる場合もある。

## 各SATAN ALL STARS
上記の通り、THE SATAN ALL STARSとは1995年に行われた黒ミサの名前として用いられたのが最初であるが、1999年12月の「THE ULTIMATE BLACK MASS」の二日目の黒ミサに「THE SATAN ALL STARS' DAY」という名称が与えられた。
以降、各SATAN ALL STARSを説明する。

### 1995年8月 THE SATAN ALL STARS
1995年、聖飢魔IIは地球デビュー10周年を迎えた。そこで開催されたのが黒ミサ「THE SATAN ALL STARS」だったが、過去の全ての構成員が復活したわけではなく、聖飢魔IIへの貢献度が特に大きな4名だけが復活し、黒ミサに登場した。
翌年にリリースされた大教典『メフィストフェレスの肖像』にはダミアン浜田殿下作曲の「野獣」と「凍てついた街」と、ジェイル大橋代官作曲の「悪魔のブルース」が、小教典「悪魔のメリークリスマス（青春編）」にはジェイル大橋代官作曲の「Ass hole!」が収録された。なお、「野獣」はこの大教典のために作られたわけではなく地球デビュー以前からある曲である。
復活した悪魔は以下の通りである。
- ダミアン浜田殿下 - 初代ギタリスト。聖飢魔IIの創始者であり地獄の皇太子だが、大魔王を継ぐために地球デビュー直前に地獄へ戻っていた。信者間では「かつて人間の姿をした美しい悪魔がいた」と語り継がれていた。
- ジード飯島大将 - 二代目ドラマー。ダミアン浜田殿下の衛兵だったが神に買収されて聖飢魔IIを離れていた。
- ジェイル大橋代官 - ギタリスト。地球デビュー直前に加入し、第三教典『地獄より愛をこめて』では多くの楽曲の作曲を担当。
- ゾッド星島親分 - 結成時から第二教典『THE END OF THE CENTURY』までのベーシスト。地獄において閻魔職に就くため聖飢魔IIを脱退。

### 1999年12月30日 THE SATAN ALL STARS' DAY
1999年12月に三夜連続で行われた究極の大黒ミサ「THE ULTIMATE BLACK MASS」の二日目に付された名称。
1995年に復活した4名のみならず、聖飢魔IIの歴代構成員全員が復活を果たした。
- 魔女RYO子嬢 - 地球デビュー前のキーボーディストで聖飢魔II史上唯一の魔女。
- ジャギ古川CAP - 地球デビュー前のドラマー。
- ジャントニオ・ババヤシ - 地球デビュー前のギタリスト。ビデオメッセージのVTRで登場した。
- ガンダーラ・サンゲリア・チグリス・ユーフラテス金子 - 地球デビュー前のギタリスト。ビデオメッセージのVTRで登場した。
- レクター・H伯爵 - 地球デビュー後の一時期キーボードを務めた準構成員。

### 2005年11月と12月 期間限定再集結
実際には期間限定再集結聖飢魔IIにおいて「THE SATAN ALL STARS」という言葉は用いられていない。しかし、最終構成員5名の他にも復活した悪魔がいるので記載する。
ホールツアー「聖飢魔II 地球デビュー20周年記念 THE LIMITED BLACK MASS TOUR D.C.7 恐怖の復活祭」の全公演にジェイル大橋代官が参加。さらに12月26日の千秋楽の東京国際フォーラムホールA公演のみゾッド星島親分も参加。
なお、千秋楽公演では水前寺清子が登場して観客を驚かせたが、彼女は悪魔ではない。

## 作品
- オール悪魔総進撃！ THE SATAN ALL STARS (VHS/DVD)
  - 1995年、東京･日比谷野外音楽堂での黒ミサを収録。
- THE BLACK MASS FINAL 3NIGHTS (2CD)
  - 2枚組の1枚目の後半に1999年THE SATAN ALL STARS' DAYの一部を収録。
- 活動絵巻 THE BLACK MASS FINAL 3NIGHTS (2VHS/2DVD)
  - 2枚組の1枚目の後半に1999年THE SATAN ALL STARS' DAYの一部を収録。
- 恐怖の復活祭 THE LIVE BLACK MASS D.C.7 SELECTION（+α）(3CD)
  - 3枚組のうち2枚に2005年の黒ミサを収録。
- 活動絵巻 恐怖の復活祭FINAL THE LIVE BLACK MASS D.C.7 (2DVD)
  - 2005年の黒ミサを収録。